# 费城共济会会所
费城共济会会所（Masonic Temple）建于1873年，位于费城北宽街（North Broad Street）1号，费城市政厅对面，为共济会宾夕法尼亚总会所在地。每年有成千上万的游客前来参观这座华丽的建筑。

## 历史
巨大的花岗岩基石重达10吨，安放于1868年6月24日，施洗约翰日。仪式上使用的木槌正是乔治·华盛顿总统在1793年为国会大厦奠基时所用的那一把。这座宏伟的诺曼建筑为费城最伟大的建筑奇观之一。宽街（Broad Street）和榛树街（Filbert Street）立面的石头来自上埃及。
1971年5月27日，它被列入國家史蹟名錄。它也是一处美國國家歷史地標。

## 画廊

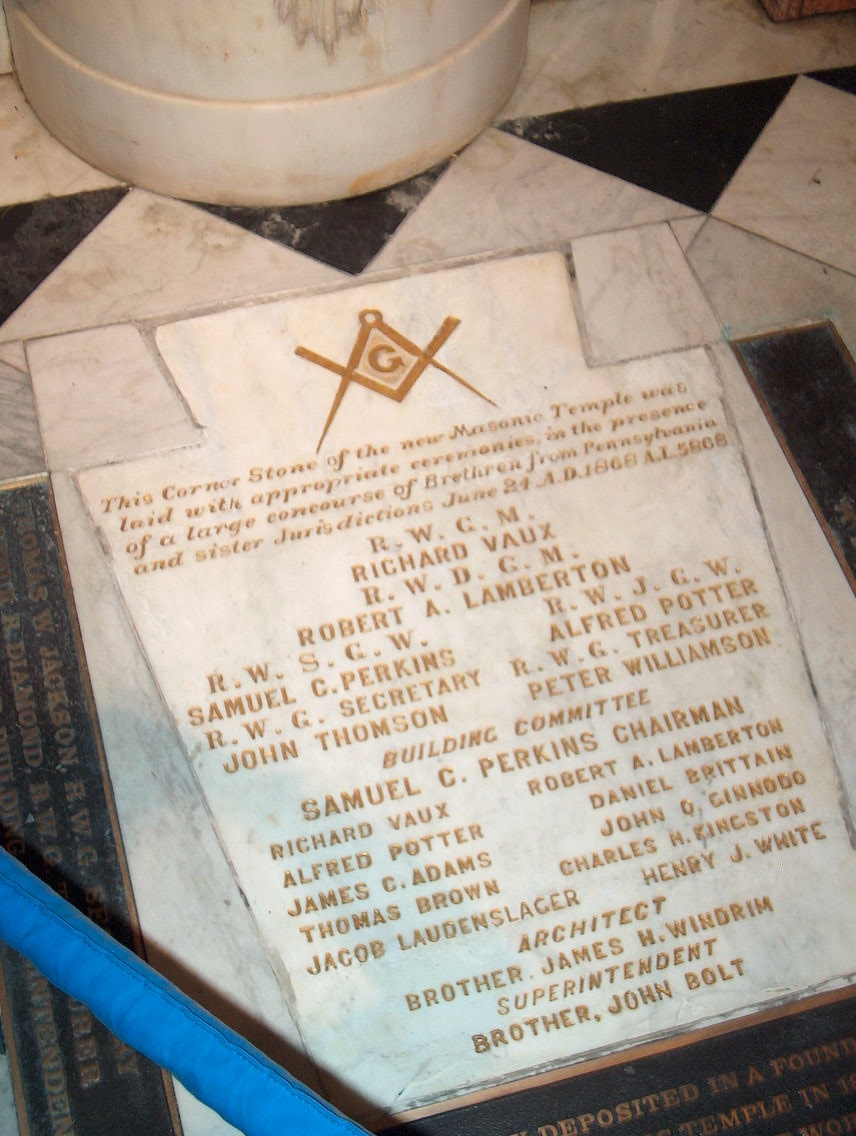
The cornerstone
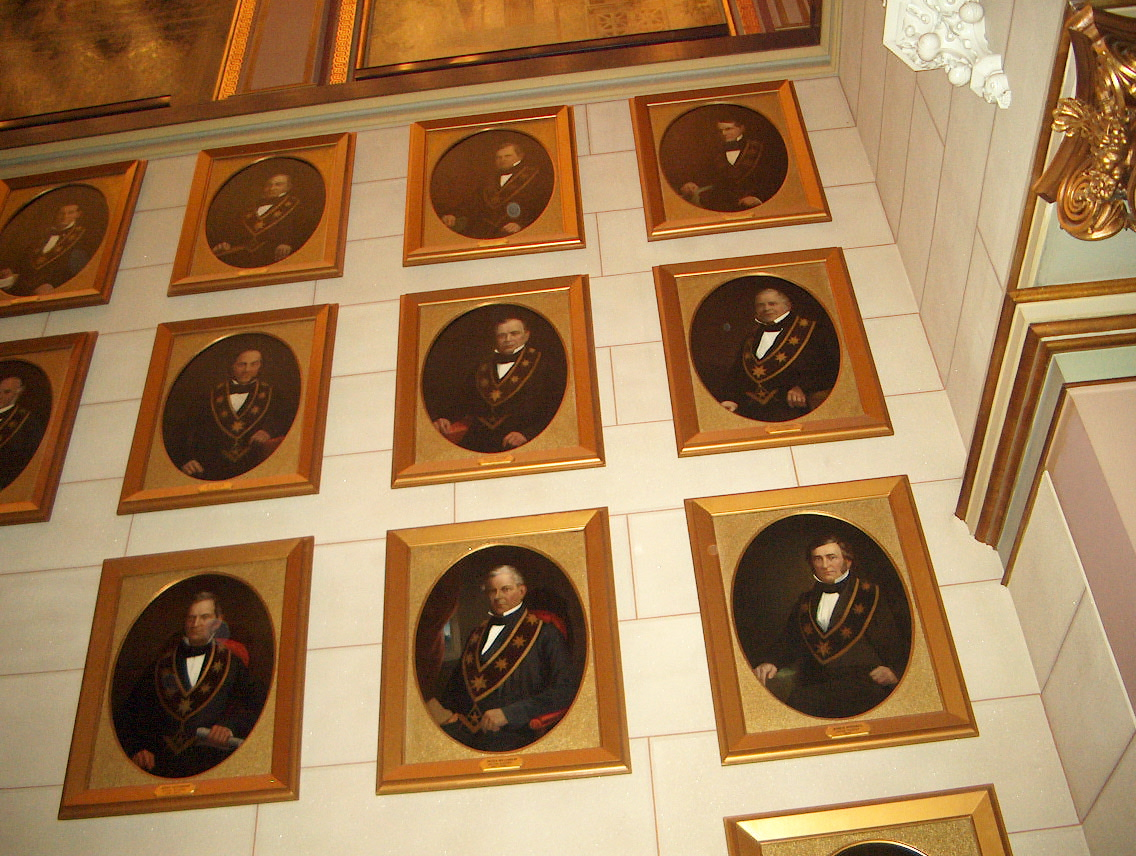
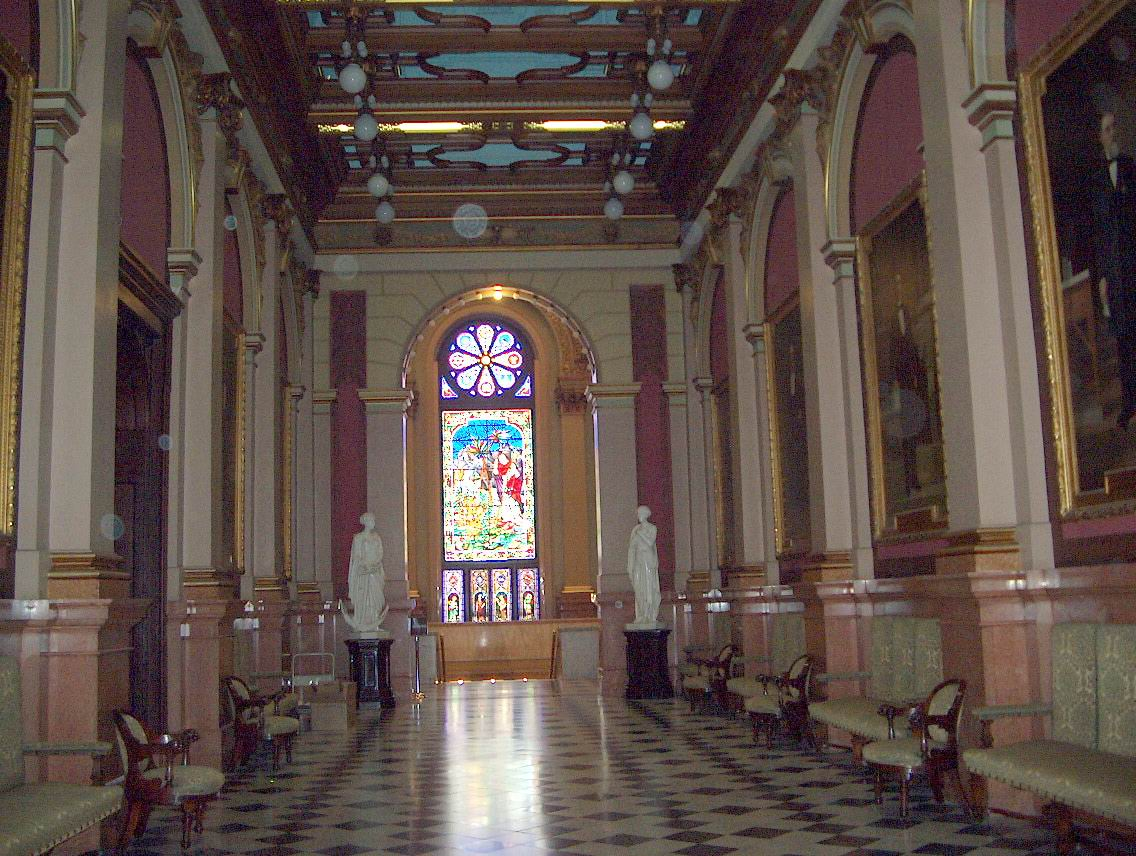
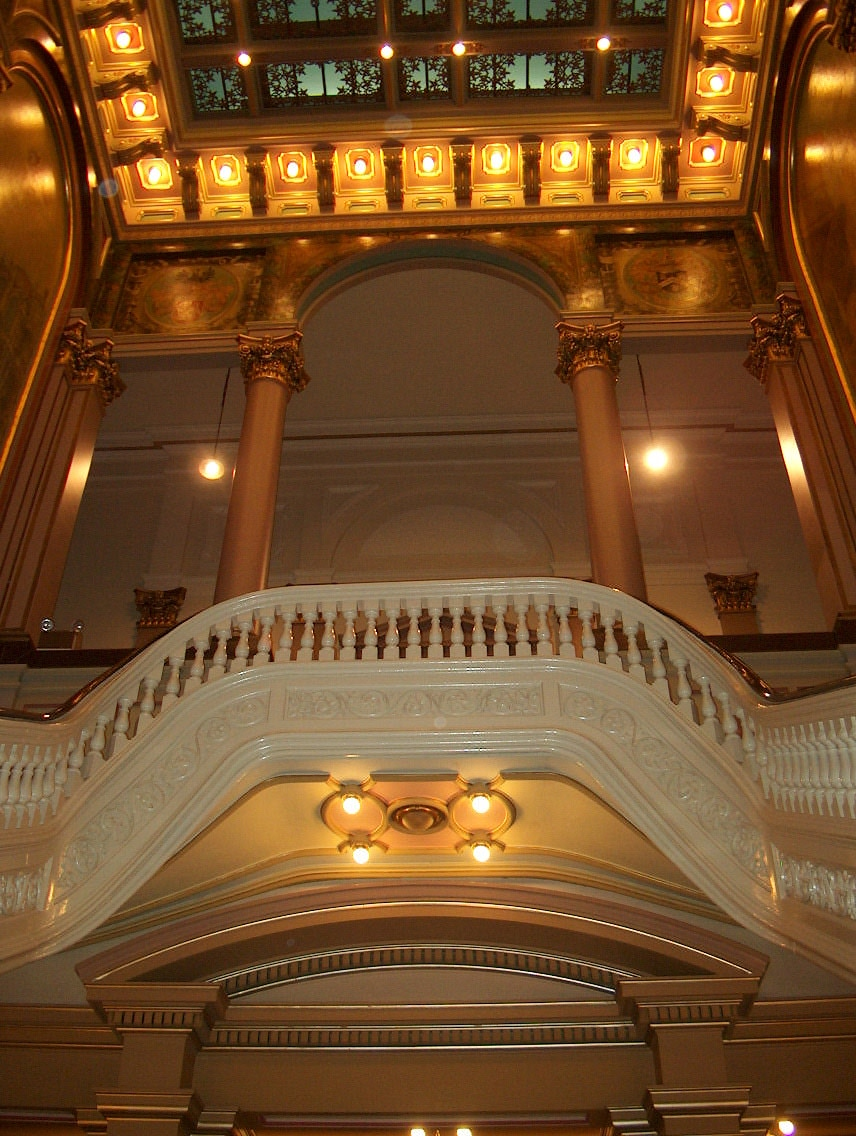
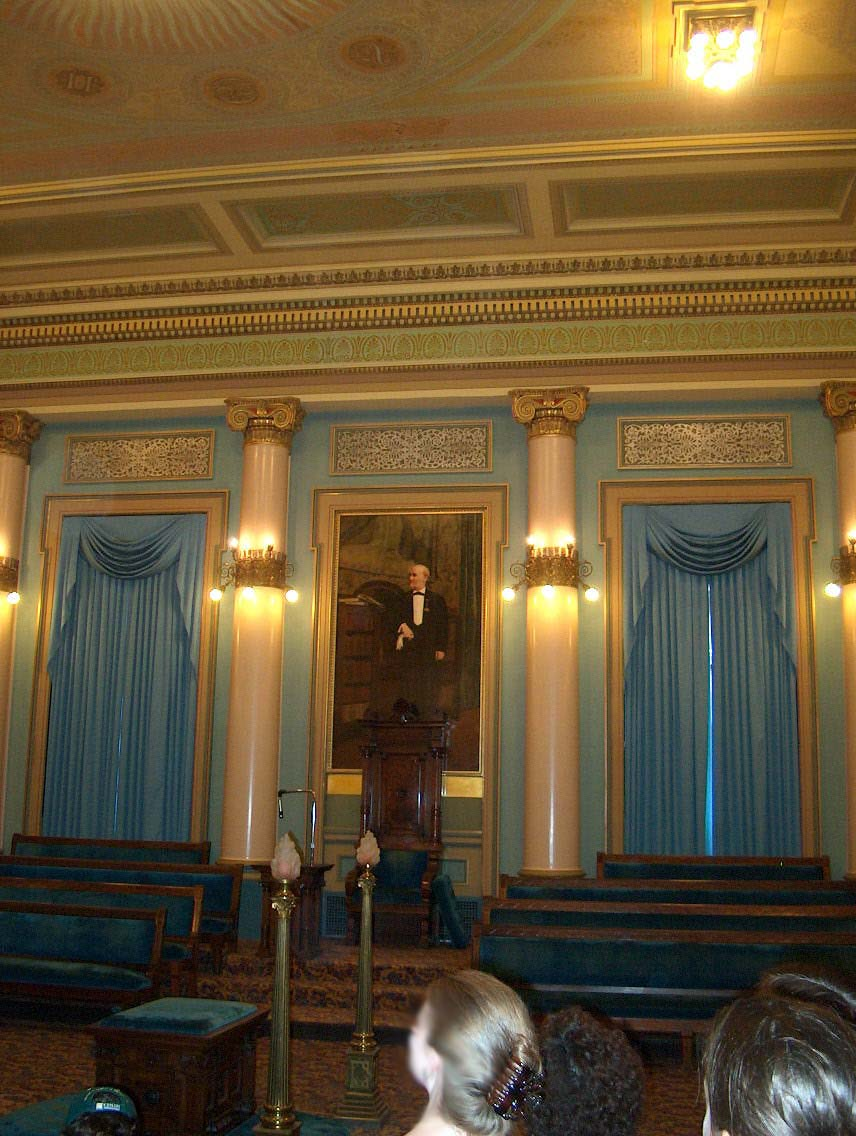
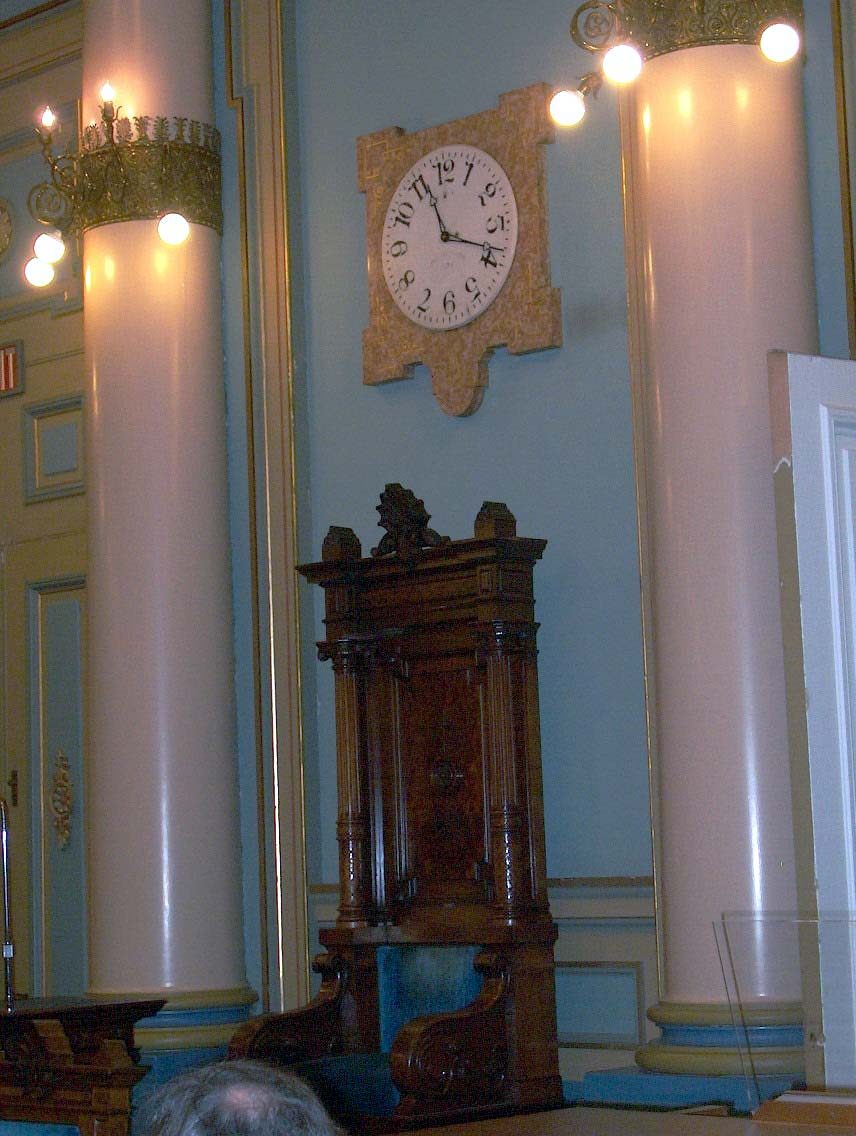
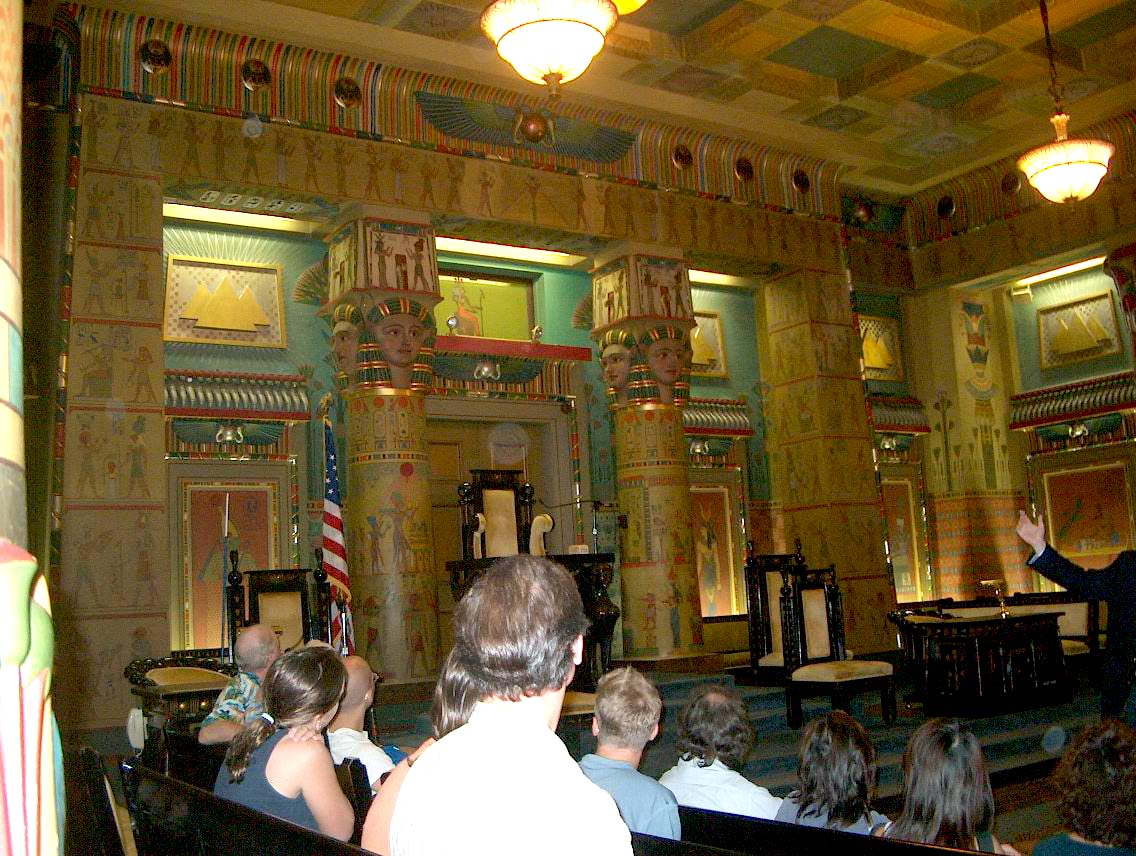
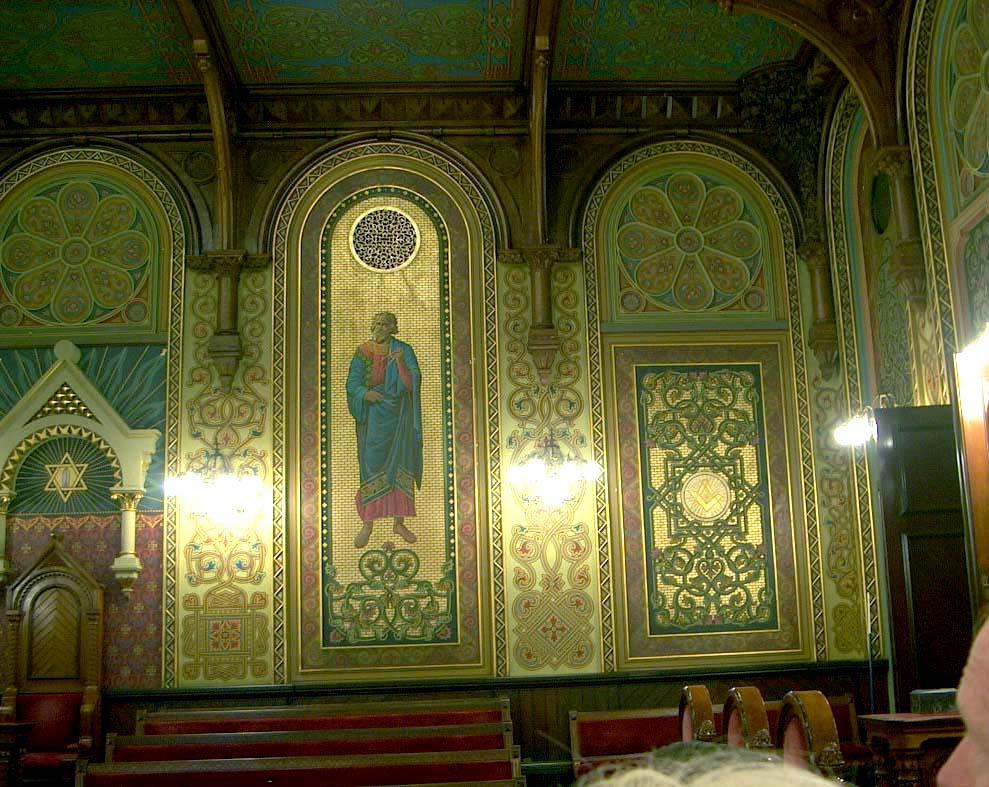
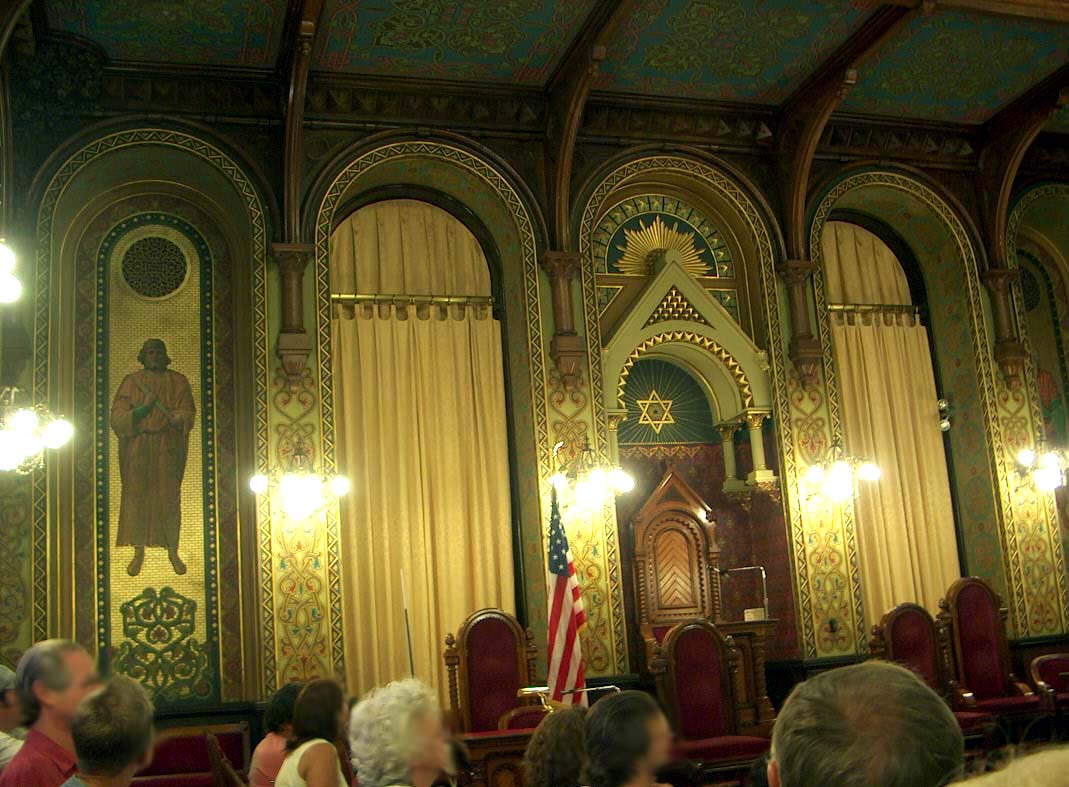
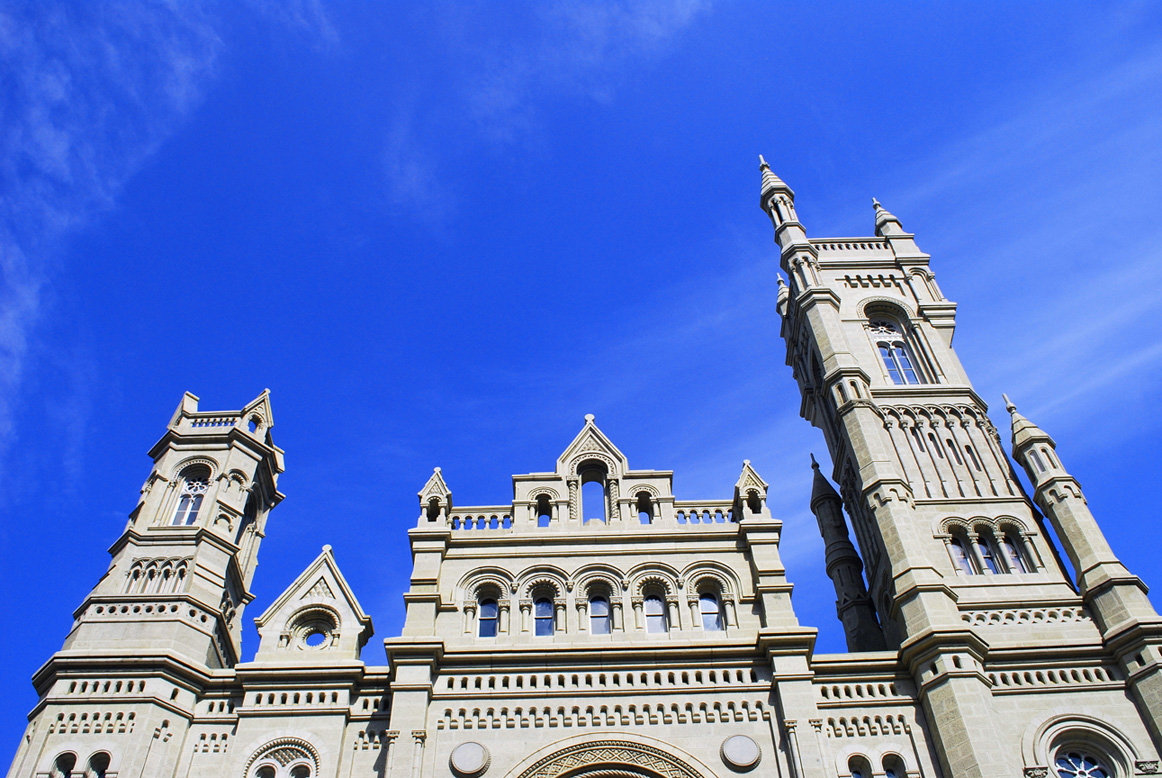